# Massacro della Covenant School
Il massacro della Covenant School è stata una strage in ambito scolastico avvenuta il 27 marzo 2023 negli Stati Uniti d'America. L'episodio ha coinvolto alunni e personale scolastico di una scuola privata presbiteriana, la Covenant School, nel quartiere Green Hills della città di Nashville, nello Stato del Tennessee. Sei persone (tre alunni e tre componenti del personale scolastico) sono rimaste uccise insieme all’esecutrice della strage, identificato la ventottenne possibile transgender ed ex-alunna della scuola Aiden Hale (nata Audrey Elizabeth Hale). Quest'ultima è stata uccisa dalla polizia intervenuta sul luogo del crimine.

## La scena del crimine
La Covenant School è una scuola privata cristiana che accoglie studenti dalla scuola materna alla prima media. È stata fondata nel 2001 dalla Chiesa Presbiteriana di Nashville e conta circa 200 studenti tra circa 125 della materna, 50 delle elementari e 25 delle medie.

## La sparatoria
Secondo la ricostruzione delle forze dell'ordine, la sparatoria è iniziata intorno alle 10:13 del mattino, poco dopo l'arrivo dell'assassina, Audrey Hale, nel parcheggio della scuola a bordo di una Honda Fit. Hale, entrata nell'edificio da una porta laterale armata di due fucili d’assalto e una pistola, è salita poi al secondo piano della scuola e ha aperto il fuoco. La polizia, che aveva iniziato a evacuare il primo piano, ha sentito alcuni colpi di arma da fuoco provenire dal secondo piano. Una volta saliti, gli agenti hanno incontrato Hale mentre stava ancora sparando, l'agente Rex Engelbert ha ingaggiato uno scontro a fuoco terminato alle 10:27 con la morte di Hale. Tre bambini e tre membri del personale scolastico sono rimasti uccisi nell'attacco, mentre un poliziotto è rimasto ferito a una mano da una scheggia di vetro.

## Le vittime
I tre bambini rimasti uccisi nella sparatoria avevano tutti 9 anni. Sono stati identificati come Evelyn Dieckhaus, Hallie Scruggs (figlia di Chad Scruggs, il pastore della Covenant Presbyterian Church) e William Kinney. Tra gli adulti uccisi nella sparatoria ci sono la preside della scuola Katherine Koonce (60 anni), la supplente Cynthia Peak (61 anni) e il custode Mike Hill (61).

## L'esecutore
La polizia ha identificato come esecutrice del crimine Audrey Elizabeth Hale, una residente di Nashville di 28 anni. Hale risultava incensurata e aveva frequentato da bambina la Covenant School. Hale era una illustratrice e graphic designer laureata transgender, utilizzando pronomi maschili e il nome Aiden nella vita personale. Prima di compiere la strage avrebbe lasciato un manifesto in cui forniva le motivazioni del gesto, ma la polizia non ne ha ancora rivelato i contenuti.